# ニコラス・ストラウスラー
ニコラス・ピーター・ソレル・ストラウスラー（Nicholas Peter Sorrel Straussler、1891年 - 1966年6月3日）は、第二次世界大戦中に連合国軍が使用した水陸両用のDD戦車用の浮航装置を開発したことで主に知られる技術者である。ハンガリーに生まれたストラウスラーは、戦間期に英国へ移住してくる以前は新進気鋭の自動車技術者であった。ストラウスラーの手がけた仕事は主に水陸両用車、路外走行用の軍用車輌であった。

## 履歴
1928年から1933年の期間にストラウスラーはフォールディング・ボート&ストラクチャーズ社（Folding Boats and Structures Ltd）を経営し、折り畳み式のものを含む多数の浮航装置の特許を取っていた。1933年2月にストラウスラーは英国籍を取得した。
1930年代にストラウスラーは様々な計画でアルヴィス社、ヴィッカース＝アームストロング社やハンガリーの企業で働き、アルヴィス社での設計としてはアルヴィス・ストラウスラー AC2（Alvis Straussler AC2）やアルヴィス・ストラウスラー AC3（Alvis Straussler AC3）のような装甲車がある。これらの試作車はストラウスラー自身の会社であるストラウスラー・メカニゼーション社（Straussler Mechanisation Ltd.）で製作され、量産は1936年7月に新しく設立された共同企業のアルヴィス＝ストラウスラー（Alvis-Straussler）社で行われた。

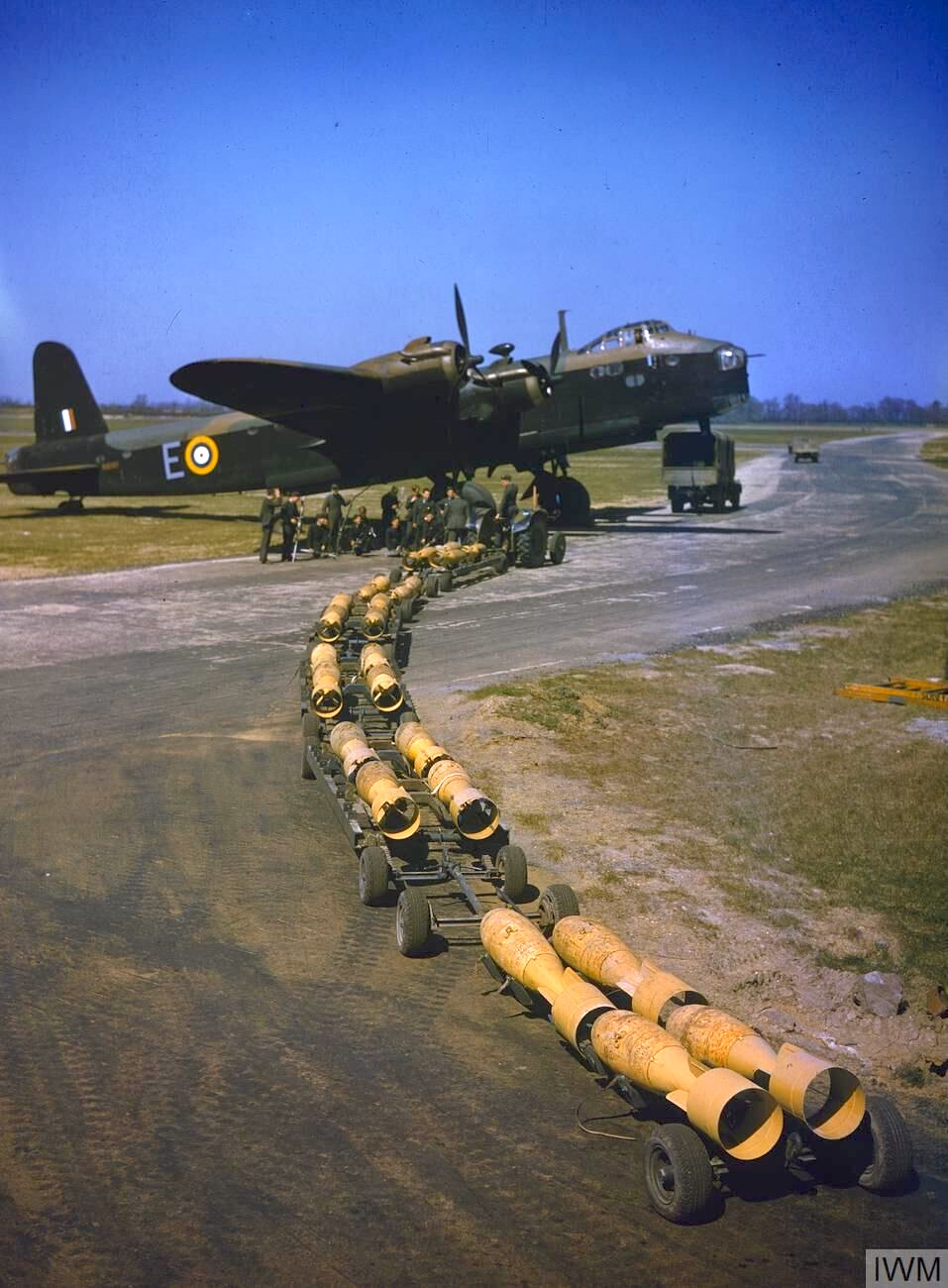
アルヴィス・ストラウスラー 爆弾トロリーで運ばれる250lb爆弾を搭載するショート スターリング爆撃機

ストラウスラーはAC2の設計を改良して、後にハンガリーで39M チャバとして製造した。ストラウスラーの設計のV4小型戦車がハンガリーで製作されたが、試作段階以降には進まなかった。広範囲に使用されたストラウスラーが設計したものの一つに「アルヴィス・ストラウスラー 爆弾トロリー（Alvis Straussler Bomb Trolley）がある。英国空軍向けに約1万基が主に飛行場での爆弾運搬用に製造された。1基が4個の250lb爆弾を搭載することができたが、後により大型のものが製造された。ストラウスラーが関わったもう一つの計画はガーナー＝ストラウスラー G3（Garner-Straussler G.3） 四輪駆動路外走行トラックであり、後にこれは第二次世界大戦中のドイツ軍により少数が砲兵トラクターとして使用された。
ヴィッカース＝アームストロング社でのストラウスラーの仕事には戦車用の装備品の設計があった。彼の造り出す技術的解決策は革新的なものになる傾向にあったが、実用化するには高コストになることがあった。ストラウスラーは自身の浮航装置の経験を舟橋の構築に使用したり軽戦車の両側に取り付けることで水陸両用化することのできるヴィッカース＝アームストロング社の折り畳み式フロートの開発に活用した。英国陸軍省により実施された評価試験では船外機で推進するこの浮航装置付の戦車はそこそこうまく「泳い」だ。
このシステムは主に戦車を浮揚させることができる大きさの取り回しが困難な程巨大なフロート（片側だけでおおよそ戦車と同等の大きさ）という点で不満足なものであった。実際に折り畳んだ状態でさえフロートをトラックで輸送することはかなり困難であった。このフロートは上陸用舟艇から自走して水中に発進するのが困難な程戦車の幅を広げてしまうことになり、このフロートを水陸両用の上陸に使用することは不可能であった。

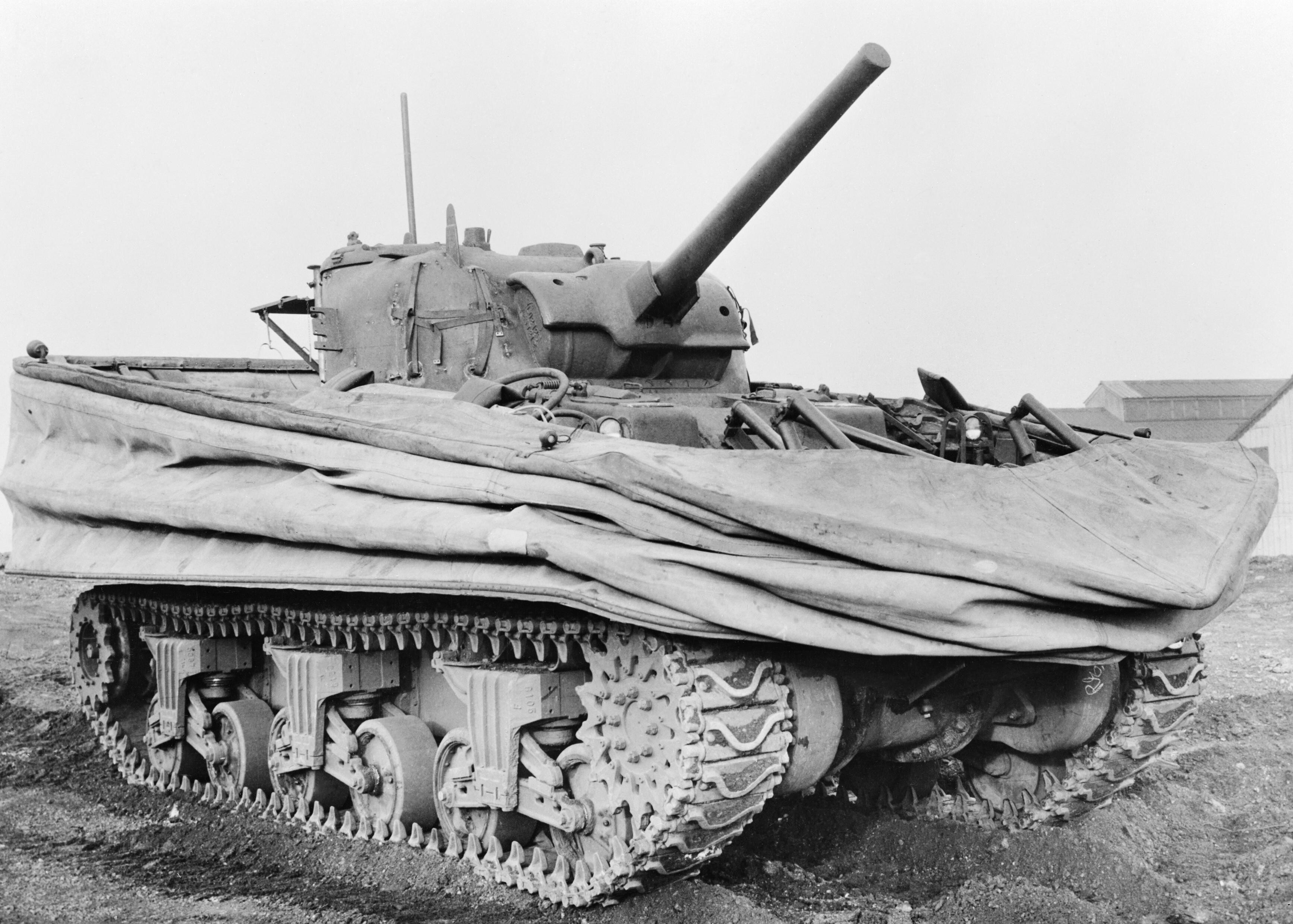
浮航スクリーンを下げた状態のシャーマンDD戦車

そのかわりにストラウスラーは代替案の「浮航スクリーン」（flotation screen）を考案した。これは横方向を金属製の環状フレームと縦方向を内部に圧縮空気を充填したゴム製の管で支えられた折り畳み式の帆布であった。このスクリーンは戦車の上半分を覆い、水上で浮力を提供した。折り畳んでしまえばこの装置は戦車の機動力や戦闘能力に干渉することは無かった。

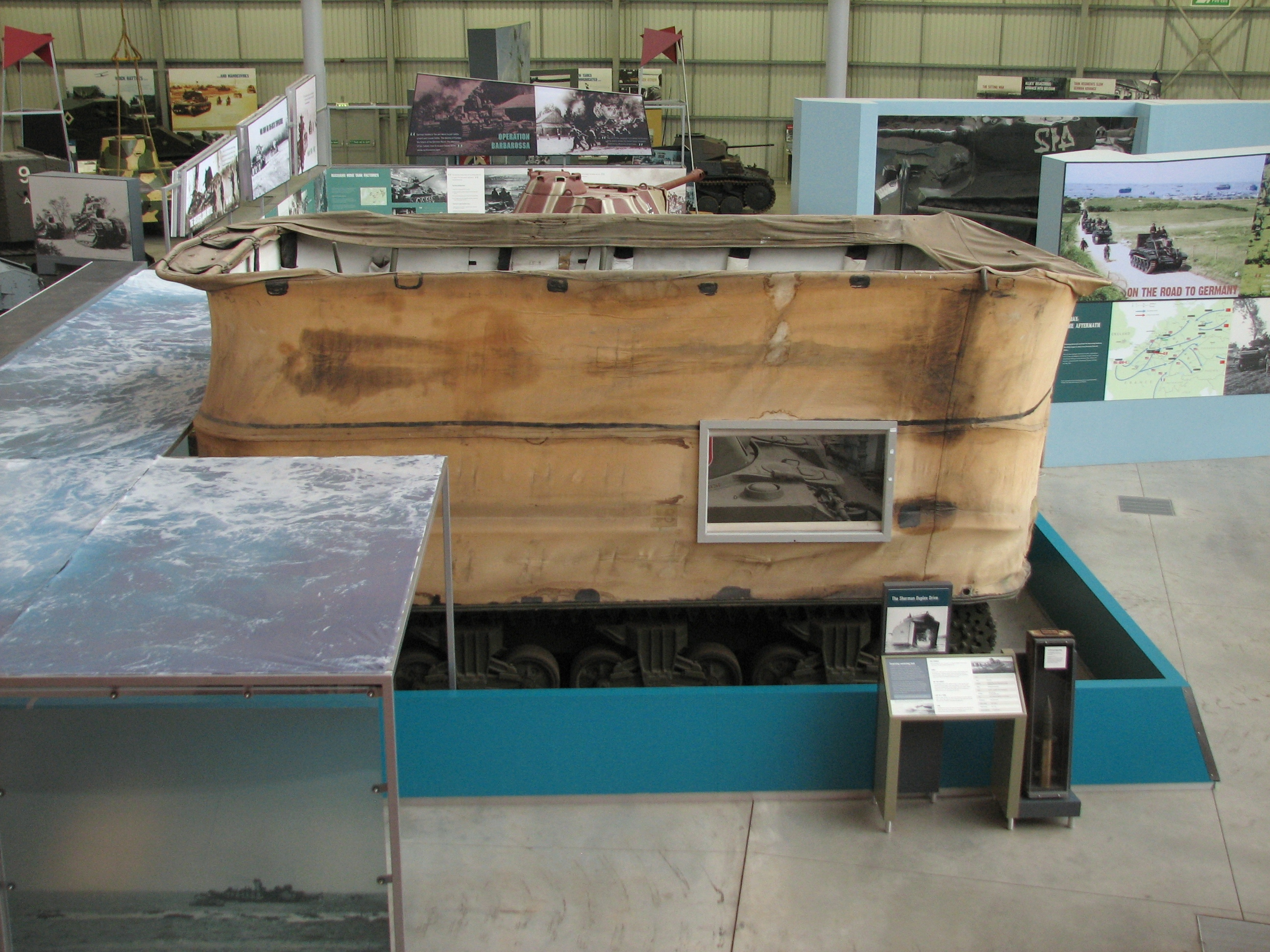
浮航スクリーンを展張した状態のシャーマンDD戦車

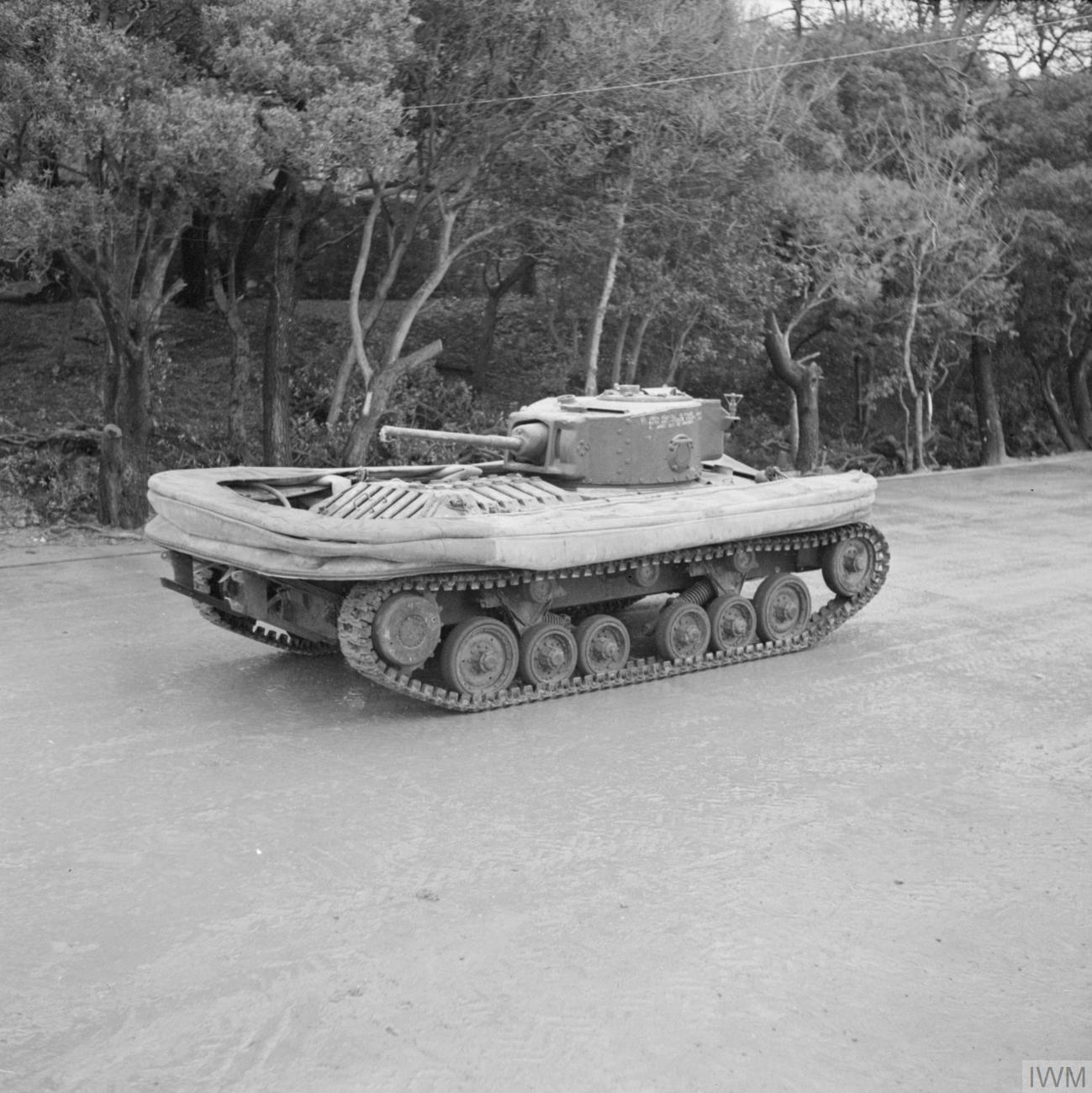
バレンタイン DD戦車

ストラウスラーは実験にMk.VIIテトラーク軽戦車を使用し、浮航スクリーンと戦車のエンジンで駆動する推進用スクリューを取り付けた。スクリューと履帯の2つの推進方式を持つことから、これらの戦車を指す用語として「デュプレックス・ドライブ」（Duplex Drive）又は「DD」という言葉が生まれた。
DDテトラーク戦車の最初の評価試験は1941年6月に、このアイデアの初期の推進者であるアラン・ブルック将軍の立会いの下ブレントため池（ヘンドンため池としても知られる）で実施された。偶然にもこの地は1918年11月に英国のマークIX戦車の浮航型の試験が行われた所でもあった。ヘイリング島近くでテトラーク戦車の海上試験が満足行くべき結果に終わるとバレンタイン歩兵戦車を基にした量産型のDD戦車の開発が推進された。この型は実戦には参加せず、主にDD型M4 シャーマン戦車の搭乗員達の訓練に使用された。通常とは異なる改造を施された中の1種の特殊型戦車（ホバーツ・ファニーズ）は、ノルマンディー上陸作戦とそれ以降で実戦に使用された。
ストラウスラーは、チャーチル戦車、クロムウェル、センチュリオンやユニバーサル・キャリアの火炎放射器搭載型の「ロンソン・キャリアー」（Ronson Carrier）といった英国の車輌にもDDシステムを取り付ける作業を続けたが、これらのどれも量産には入らなかった。戦後の戦車は一般的に浮航スクリーンで水陸両用化するには重すぎたが、1980年代に入っても軽量の軍用車輌にはこのシステムは有用に使用され続けた。
ストラウスラーの戦時中に携わったもう一つの計画は、オードナンス QF 17ポンドとオードナンス QF 32ポンド対戦車砲の実験的改造である「ストラウスラー・コンヴァージョン」（Straussler Conversion）であった。この砲にはエンジン付の砲架が備え付けてあった。改造された弾薬砲車を砲の後部に取り付けることにより砲自体を効果的に4輪の自走可能な車輌にすることができ、トラックで砲を牽引する必要がある場合は取り外すことができた。
ストラウスラーは戦後に様々な自動車の開発計画に携わった。その多くは何らかの形で水陸両用車と関連があったが、それらの中には幾つかの軍用と建設車輌に使用された超低圧、路外走行用、ランフラットタイヤである「ライプソイド・タイヤ」（Lypsoid Tyre）が含まれていた。1957年10月にストラウスラーは英国の輸出規制に違反した件で告訴された。ストラウスラーの路外走行用ホイールを装着した「半軍用」トラックが販売促進活動のために許可を得てオランダへ送られたが、その後この車輌はオランダからハンガリーへと運ばれた。これはハンガリーが鉄のカーテンの向こう側の国であったため違法な行為であった。ストラウスラーは絶対的免除を与えられ、彼の会社は500UKポンドの罰金を課され訴訟費用の応分を負担した。
ストラウスラーは晩年まで仕事を続け、取得した30の特許の最後のものは1964年に認められた。ストラウスラーは1966年6月3日にロンドンで死去した。

## ストラウスラーP型装輪装軌併用式戦車
1937年（昭和12年）にストラウスラー・メカニゼーション社が英軍に提案したユニークな装輪装軌併用式戦車。在英陸軍技術本部駐在官の目を引き、1939年（昭和14年）に日本に1輌輸入され、「ストラウスラー軽戦車」の名で陸軍技術本部で調査と試験が行われ、特にその電磁式変速機に関心が持たれた。